# かもしれない女優たち
『かもしれない女優たち』（かもしれないじょゆうたち）は、2015年6月23日の22:00 - 23:24にフジテレビ系列にて放送されたスペシャルドラマ。バカリズムの脚本は同局で放送された連続ドラマ『素敵な選TAXI』（2014年10月 - 12月。カンテレ制作）に続き2度目。
竹内結子、真木よう子、水川あさみの3人の女優が、“もし違う人生を歩んでいたら”という設定で、現在とは別の人生を歩む本人役を演じる。
2016年10月10日の21:00 - 22:48に、『かもしれない女優たち - 2016 - 』のタイトルで、広末涼子、井川遥、斉藤由貴を迎えた第2弾が放送。

## あらすじ
第2弾
テレビドラマ『ビーチボーイズ』に出演しなかった広末涼子は、その後ブレイクすることなく、アルバイトでハウスキーピングと結婚式の司会などをしながら、エキストラだが女優を続けていた。結婚式の司会をしていた宴席で、同い年の売れっ子女優の竹内結子と遭遇し、自分の運命を嘆く。
写真集を出さなかった井川遥は、その後ブレイクすることなく、モデルとしての仕事もなくなり、40歳を目前にして遅ればせながら女優へのシフトチェンジを図るがなかなかうまくいかない。同期のモデルの小原木玲奈は雑誌「VERY」の表紙を務めて成功していた。
テレビドラマ『スケバン刑事』に出演しなかった斉藤由貴は、その後ブレイクすることもなく、暇なときに図書館で本を読んでいたことをきっかけに、勉学に目覚め、バーの経営の傍ら50代を目前に大学の物理学科に合格し、自分にこどもがいてもおかしくないくらいの年ごろの同級生たちとキャンパスライフを送っていた。
そんな3人が歩んだもう一つの別の人生の結末は…?

## キャスト
第1弾
- 竹内結子 - 竹内結子
- 真木よう子 - 真木よう子
- 水川あさみ - 水川あさみ
- 片桐仁 - 片桐仁（ラーメンズ）
- バカリズム - バカリズム
- 清水 - 小松利昌
- 三浦紗英 - 生越千晴

第2弾
- 広末涼子 - 広末涼子
- 井川遥 - 井川遥
- 斉藤由貴 - 斉藤由貴
- 夏帆 - 夏帆
- 竹内結子 - 竹内結子
- リリー・フランキー - リリー・フランキー
- 藤木直人 - 藤木直人
- プロデューサー - ANI（スチャダラパー）[4]
- 小原木玲奈（井川と同期のモデル） / エキストラの女 - 壮一帆
- 新郎（広末が司会をした結婚式の新郎） / 広末の妄想の夫 - 小西遼生
- バーのママ（井川と藤木がいく店のママ） - みやなおこ
- 木村美緒（斉藤の大学の同級生） - 中村ゆりか
- 相澤加奈（斉藤の大学の同級生） - 秋月成美
- 合コン相手の男子大学生 - 白洲迅、桑野晃輔、廣瀬大介

## スタッフ
- 脚本 - バカリズム
- 演出 - 関和亮
- 音楽 - 岩崎太整
- 脚本・協力プロデューサー - 小林伸也（マセキ芸能社）
- 企画・プロデュース - 櫻井雄一（ソケット）
- 企画・キャスティングプロデューサー - 村瀬博之（キューブ）
- 編成企画 - 加藤達也
- 制作プロダクション - ソケット
- 制作著作 - フジテレビ